# Ammodytoides pylei
Ammodytoides pylei is een  straalvinnige vissensoort uit de familie van zandspieringen (Ammodytidae). De wetenschappelijke naam van de soort is voor het eerst geldig gepubliceerd in 1994 door Randall, Ida & Earle.